# 笠間淳
笠間淳（日语：／ Kasama Jun，1984年4月10日—）是日本男聲優，隸屬於東京俳優生活協同組合。

## 演出作品
※粗體字為主要角色。

### 電視動畫
2016年
- 救難小英雄24（查克）
- TABOO TATTOO－禁忌咒紋－（卡特）
- 發條精靈戰記 天鏡的極北之星（集市）

2017年
- 幼女戰記（肯尼希[1]）

2018年
- 你還是不懂群馬（轟二矢）
- 惡魔高校D×DHERO（大力神）
- 鋼彈創鬥者_潛網大戰（九條響也[2]）
- 黃金神威（岡田）
- OVERLORD III（寧布爾·亞克·蒂爾·安努克）

2019年
- 異世界四重奏（肯尼希）

2020年
- 異世界四重奏2（肯尼希）
- 排球少年！！TO THE TOP（尾白阿蘭[3]）
- 博人传-火影次世代-（麥野）
- 大貴族（克朗斯[4]）
- 這是妳與我的最後戰場，或是開創世界的聖戰（無名[5]）
- 黃金神威 第3期（岡田）

2021年
- 如果究極進化的完全沉浸RPG比現實還更像垃圾遊戲的話（旁白）
- 卡片戰鬥!! 先導者 overDress（透也的父親）
- 賈希大人不氣餒！（警官A、警官）
- 陰晴不定的體操哥哥（旁白）
- 鬼滅之刃 無限列車篇
- 進化果實～不知不覺踏上勝利的人生～（中年男、波斯可·丹、鬍子騎手、大山剛）

2022年
- OVERLORD IV（寧布爾·亞克·蒂爾·安努克）
- ORIENT 東方少年（柿崎景悟）
- 永久少年 Eternal Boys（井伊蓮司[6]）

2023年
- REVENGER（繰馬雷藏[7]）
- 萬事屋齋藤先生轉生異世界（奇斯爾基[8]）
- 英雄王，為了窮盡武道而轉生～而後成為世界最強見習騎士♀～（維恩）
- 勇者赫魯庫（加奧里烏爾）

2024年
- 最強肉盾的迷宮攻略～擁有稀少技能體力9999的肉盾，被勇者隊伍辭退了～（路德[9]）
- 小酒館Basue（東美樹[10]）
- 多數欠（須藤良平[11]）
- 金肉人 完美超人始祖篇（布羅肯Jr.[12]、破裂人[13]）
- 這是妳與我的最後戰場，或是開創世界的聖戰 Season II（無名[14]）
- 靠廢柴技能【狀態異常】成為最強的我將蹂躪一切（基琛）
- 神之塔 -Tower of God- 王子的歸還 / 工房戰（盧比[15]）
- 悲喜漁生（催債人B）
- 機械臂（南巴[16]）
- BLUE LOCK 藍色監獄 VS. U-20 日本代表隊（超健人[17]）
- 香格里拉·開拓異境～糞作獵手挑戰神作～ 2nd season（Super蛋男）

2025年
- 金肉人 完美超人始祖篇 Season 2（布羅肯Jr.）
- 雖然我是注定沒落的貴族 閒來無事只好來深究魔法（貢）
- 我獨自升級 Season 2 -Arise from the Shadow-（星野實）
- LAZARUS 拉撒路（籃球少年）
- 使人誤解的工房主～關於原英雄隊伍的雜役人員，實際上除了戰鬥能力外全是SSS的故事～（傑內里克）
- 我是星際國家的惡德領主！（役人）
- Silent Witch 沉默魔女的祕密（威爾迪安奴）

### 電影動畫
2018年
- 道別的早晨就用約定之花點綴吧（士兵）

2019年
- 劇場版 幼女戰記（威利巴爾德·肯尼希）

2020年
- 鬼滅之刃劇場版 無限列車篇（列車車掌）

2021年
- 宇宙之法-伊羅興篇-（路西法）

2022年
- 劇場版 異世界四重奏 ～Another World～（肯尼希）
- THE FIRST SLAM DUNK（三井壽[18]）

2025年
- 一百公尺。—100M—（仁神[19]）

### 游戏
2021年
- 偶像夢幻季2 （HiMERU）
- Jack Jeanne （睦実 介）

2022年
- Fate/Grand Order（黄飞虎）

2024年
- 崩壞：星穹鐵道（薩姆）
- 刀劍亂舞（雲生）
- 寶可夢大師（亞玄）

## 外部連結
- 事務所官方簡歷 （页面存档备份，存于）